# Ruth Buscombe
Ruth Buscombe (Londres; 21 de diciembre de 1989) es una ingeniera de estrategia británica. Graduada con honores de primera clase del Departamento de Ingeniería de la Universidad de Cambridge, comenzó a trabajar en la F1 con la Scuderia Ferrari en su sede en 2012 como estratega de carreras. Posteriormente, Buscombe se mudó a Haas en noviembre de 2015 para convertirse en la ingeniera de estrategia del equipo. Dejó Haas en junio de 2016 y fue empleada de Sauber tres meses después, ayudando al equipo a terminar por delante de su rival Manor Racing en el Campeonato de Constructores de 2016. En 2024 dejó Sauber para convertirse en presentadora de F1 TV.
Buscombe es embajadora de la organización Dare to be Different.

## Biografía

### Primeros años y educación
En una entrevista con The Guardian en 2017, Buscombe describe su infancia como pasar de «querer ser una princesa, pasar a ser astronauta y querer estar en la F1», habiéndose interesado en las carreras de motor a los 11 años. Citó a los ingenieros de Fórmula 1 James Allison y Paddy Lowe como sus influencias. Fue educada en la escuela Forest en Walthamstow, disfrutando de las matemáticas y el aspecto de resolución de problemas de la materia. Los profesores de Buscombe intentaron disuadirla de seguir una carrera en ingeniería porque preguntaban por qué quería trabajar en una industria dominada por hombres. A los 18 años casi pierde la vida en un accidente de tráfico. Buscombe fue al Departamento de Ingeniería de la Universidad de Cambridge para estudiar Ingeniería Aeroespacial y Aerotérmica. Su tesis de maestría versó sobre el efecto del sistema de reducción y se realizó en conjunto con el organismo rector del automovilismo, la Federación Internacional del Automóvil (FIA), con la supervisión del exdirector del equipo Jaguar, Tony Purnell. Buscombe se graduó con una licenciatura con honores de primera clase en 2012.

### Carrera
Inmediatamente después de graduarse, Buscombe ingresó a la Fórmula 1 con la Scuderia Ferrari en 2012 como ingeniera de desarrollo de simulación, donde desarrolló e implementó algoritmos. Fue ascendida al puesto de estratega de carreras en marzo de 2013 y trabajó en la sede de Ferrari en Maranello. Buscombe supervisó las decisiones estratégicas del piloto Felipe Massa y más tarde de Kimi Räikkönen desde el garaje remoto de la fábrica. Permaneció en Ferrari durante todo 2015 antes de irse al final de la temporada para unirse al equipo Haas F1 Team en noviembre como ingeniera de estrategia. Buscombe estaba ahora trabajando en las pistas y en el muro de boxes. Se unió a la organización Dare to be Different en febrero de 2016.
La estrategia de Buscombe permitió al piloto Romain Grosjean conseguir dos resultados consecutivos entre los seis primeros en las dos primeras carreras de la temporada en Australia y Baréin. Tras especulaciones sobre un desacuerdo, dejó Haas en junio de 2016. Tras su compra por parte de Longbow Finance el mes siguiente, Sauber contrató a varios empleados nuevos como parte de una campaña de reclutamiento y Buscombe fue contratada por el equipo en septiembre y comenzó su nuevo trabajo en el Gran Premio de Malasia. Formuló una estrategia para permitir que Felipe Nasr terminara noveno en su Gran Premio de casa, en la que Sauber superó a Manor Racing en el Campeonato de Constructores.
Continuó en el equipo hasta 2024, incluyendo el periodo que vistió los colores de Alfa Romeo. En mayo de ese año, se anunció que ella dejaba el equipo para ser parte del equipo de F1 TV, el canal de streaming oficial del campeonato.